# Łużna (gmina)
Łużna – gmina wiejska w województwie małopolskim, w powiecie gorlickim. Siedzibą gminy jest Łużna.
W latach 1975–1998 gmina położona była w województwie nowosądeckim.

## Sołectwa
W skład Gminy Łużna wchodzą następujące wsie sołeckie:
- Biesna
- Łużna
- Mszanka
- Szalowa
- Wola Łużańska

oraz miejscowość bez statusu sołectwa – Bieśnik (wchodzi w skład sołectwa Szalowa).

## Struktura powierzchni
Gmina Łużna ma obszar 56,24 km², w tym:
- użytki rolne: 71,1%
- użytki leśne: 20,1%

Pozostały odsetek obszaru gminy to grunt pod drogami, kolejami, budynkami mieszkalnymi oraz grunt zajmowany przez wody powierzchniowe i płynące.
Gmina stanowi 5,81% powierzchni powiatu gorlickiego co stawia ją na szóstym miejscu na 10 gmin powiatu.

## Demografia
Dane z dnia 31 grudnia 2020.
Gminę Łużna zamieszkuje 8626 osób (piąte miejsce pod względem liczby ludności w powiecie gorlickim). Około 64% wszystkich mieszkańców gminy zamieszkuje dwie największe wsie: Łużną i Szalową.

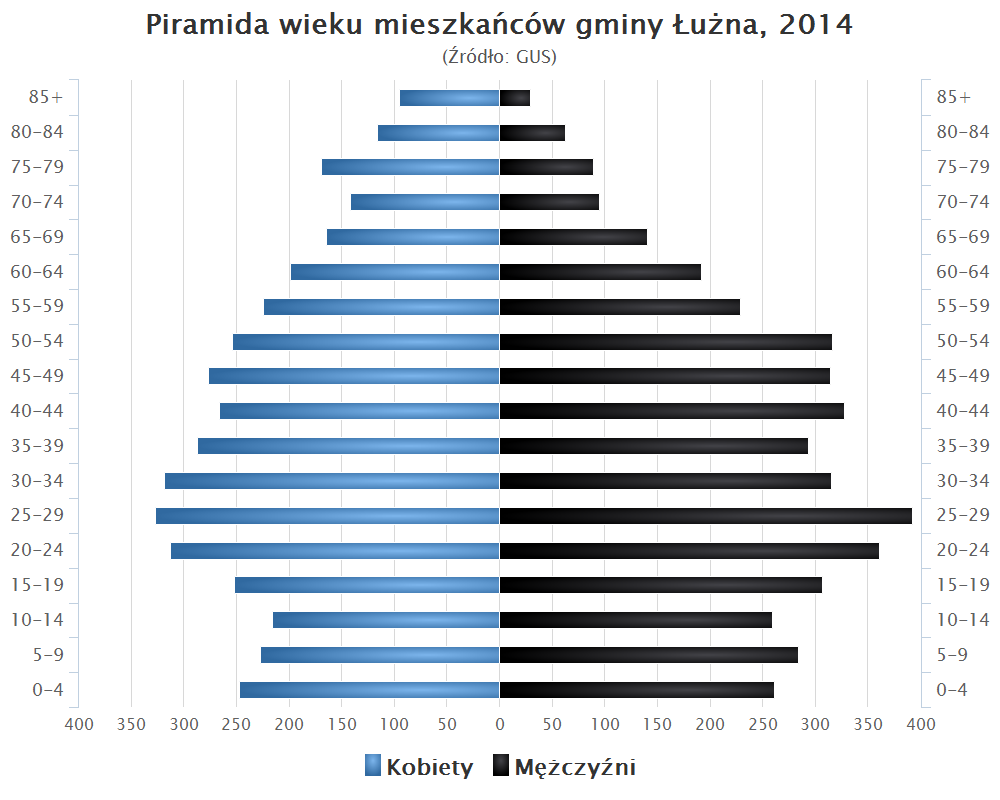
Piramida wieku mieszkańców gminy Łużna w 2014 roku

| Opis                              | Ogółem | Ogółem | Kobiety | Kobiety | Mężczyźni | Mężczyźni |
| --------------------------------- | ------ | ------ | ------- | ------- | --------- | --------- |
| jednostka                         | osób   | %      | osób    | %       | osób      | %         |
| populacja                         | 8626   | 100    | 4382    | 50,8    | 4244      | 49,2      |
| gęstość zaludnienia (mieszk./km²) | 154    | 154    | 77,9    | 77,9    | 75,5      | 75,5      |

## Transport

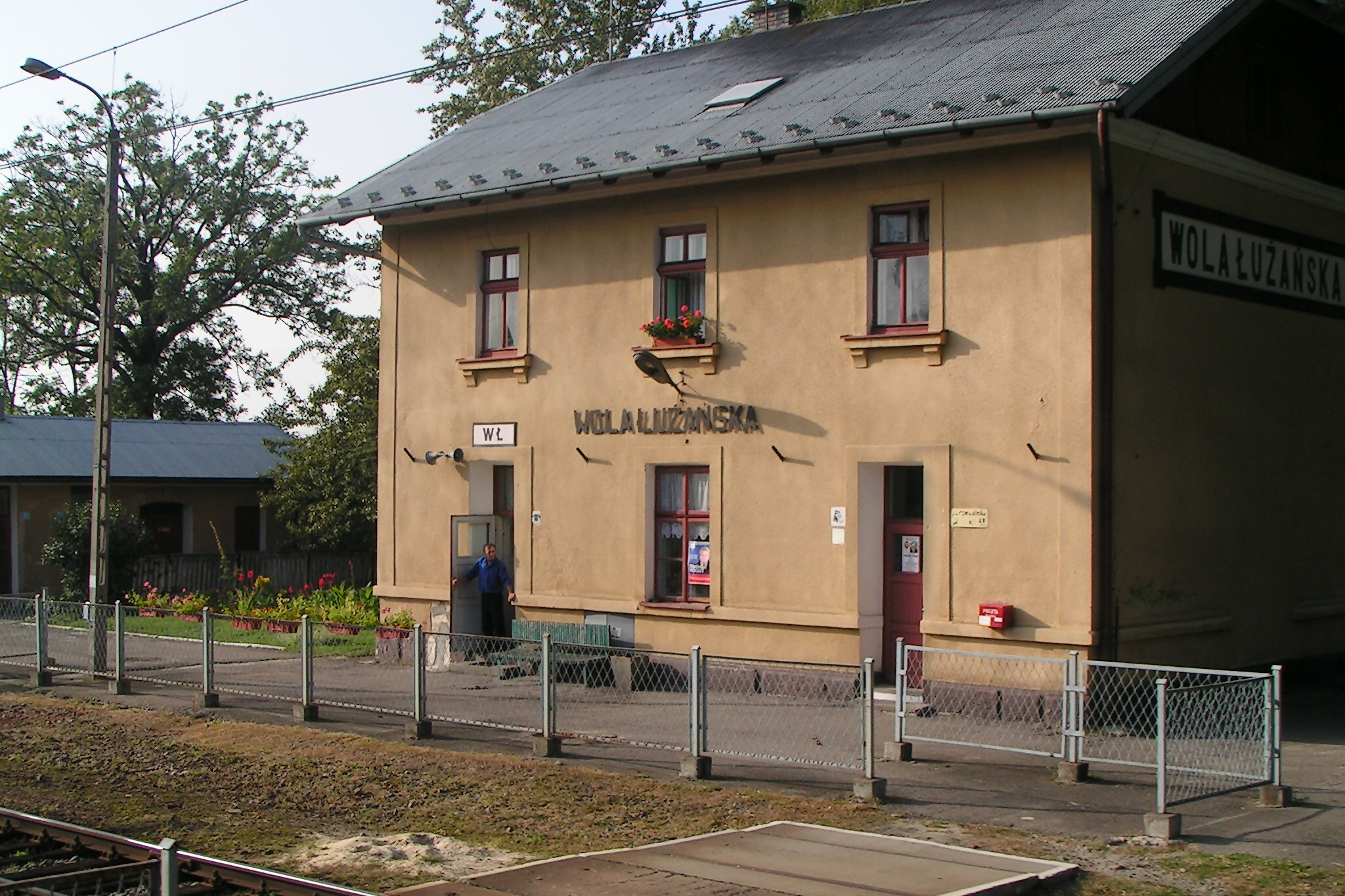
Stacja kolejowa Wola Łużańska

Przez gminę przebiega droga wojewódzka nr 977 Tarnów – Konieczna (miejscowości Biesna, Łużna i Mszanka).
Na terenie gminy, przy linii kolejowej nr 108, zlokalizowane są stacja kolejowa w Woli Łużańskiej i przystanek osobowy w Szalowej.

## Oświata
Na terenie gminy znajduje się 7 szkół podstawowych (dwie w Łużnej oraz po jednej w każdej pozostałej wsi). Przed reformą edukacji do 2019 w Łużnej oraz w Szalowej działały gimnazja. W Szalowej znajduje się Państwowa Szkoła Muzyczna (jedna z nielicznych wiejskich szkół muzycznych w Polsce).

## Zabytki

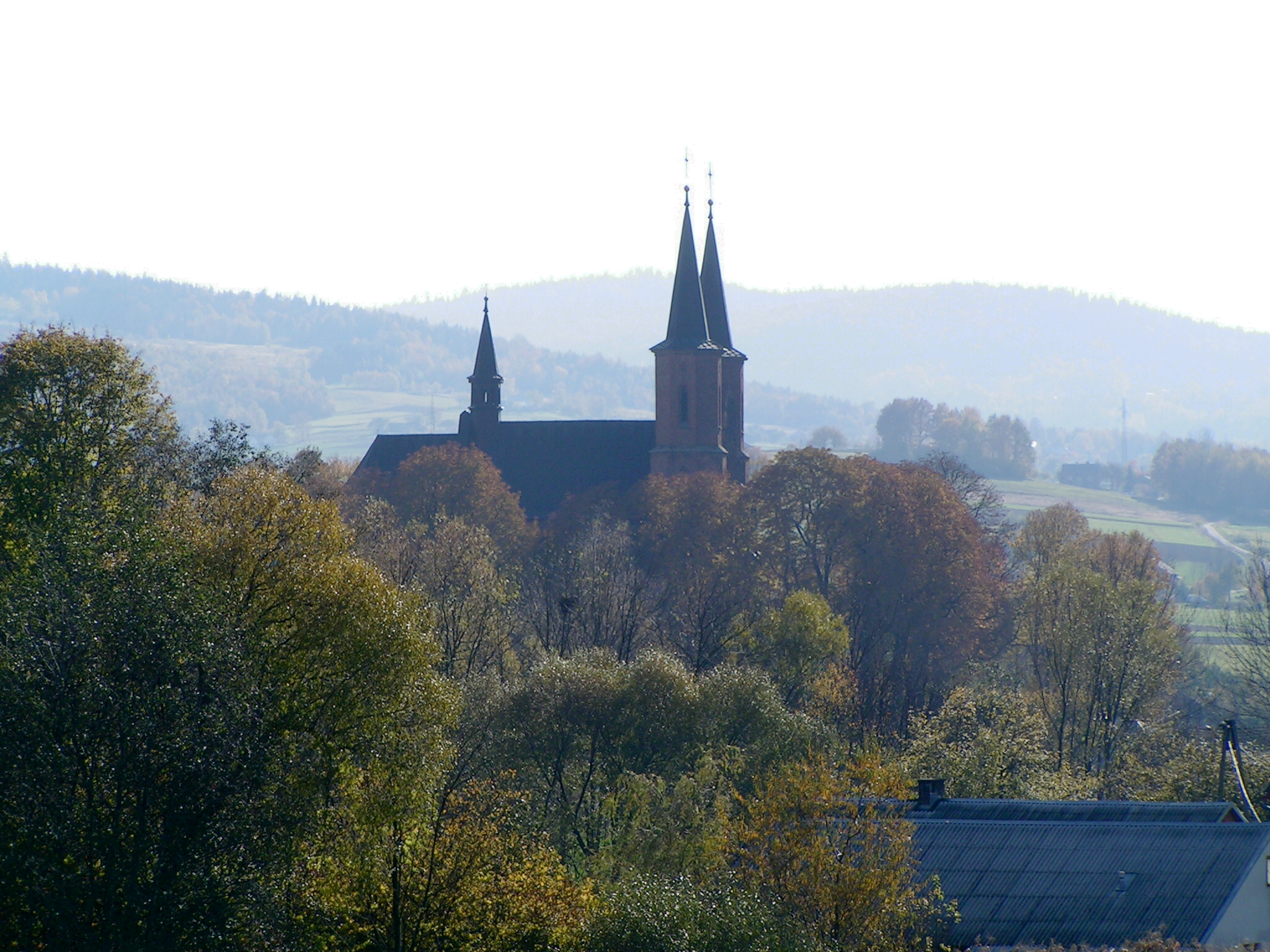
Kościół w Łużnej

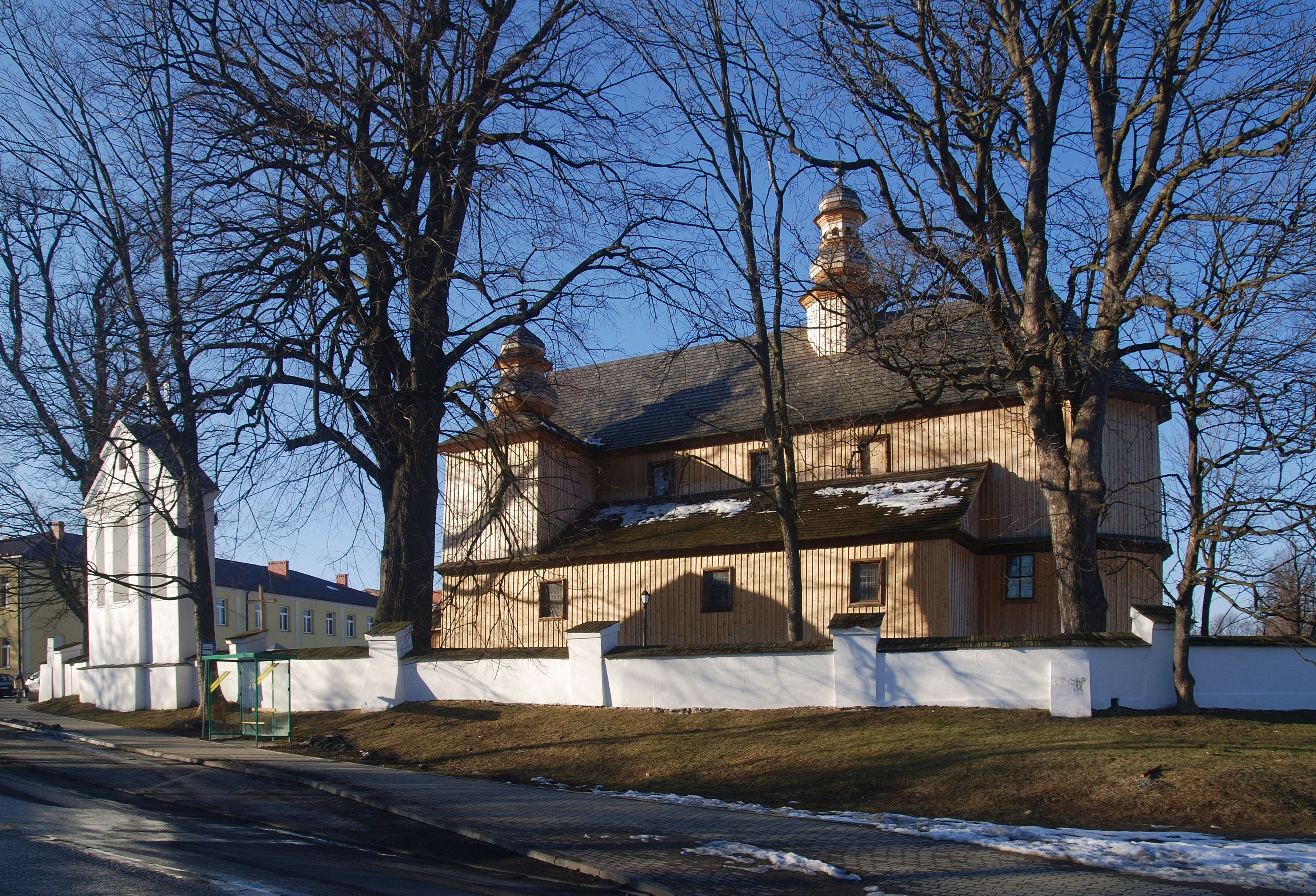
Kościół w Szalowej

Wykaz zabytków nieruchomych Gminy Łużna:
- Biesna
  - Cmentarz wojenny nr 121 – Biesna; nr rej.: A-561 z 29.06.1988
  - park dworski; nr rej.: A-186 z 09.09.1985
- Łużna
  - Cmentarz wojenny nr 123 – Łużna-Pustki; nr rej.: A-563 z 29.06.1988
  - Cmentarz wojenny nr 120 – Łużna-Podbrzezie; nr rej.: A-586 z 16.12.1988
  - Cmentarz wojenny nr 122 – Łużna; nr rej.: A-686 z 20.11.1992
  - Kościół św. Marcina Biskupa w Łużnej; nr rej.: A-829 z 15.05.1997
- Szalowa
  - Kościół św. Michała Archanioła w Szalowej; nr rej.: A/1403/M z 5.03.1931 i z 20.02.2014. W 2000 został wytypowany, wraz z kilkoma innymi kościołami drewnianymi z terenu Małopolski, do wpisania na listę światowego dziedzictwa UNESCO. Jednak w 2003, ze względu na swą odrębność (pozostałe były gotyckie), nie został na tę listę wpisany.

## Sąsiednie gminy
Bobowa, Gorlice, Grybów, Moszczenica

## Gminy partnerskie
- gmina Massarosa